# Masaaki Murakami
Masaaki Murakami (født 7. august 1992) er en japansk fodboldspiller, som spiller for den japanske fodboldklub Mito HollyHock.